# Blasiaceae
Blasiaceae är en familj av bladmossor. Blasiaceae ingår i ordningen Blasiales, klassen levermossor, divisionen bladmossor och riket växter. Enligt Catalogue of Life omfattar familjen Blasiaceae 2 arter. 
Blasiaceae är enda familjen i ordningen Blasiales.
Kladogram enligt Catalogue of Life:
| Blasiaceae | \| \| Blasia \| \| \| \| \| \| Cavicularia \| \| \| \| |
|            | \| \| Blasia \| \| \| \| \| \| Cavicularia \| \| \| \| |
|            | Blasia                                                 |
|            |                                                        |
|            | Cavicularia                                            |
|            |                                                        |

## Bildgalleri

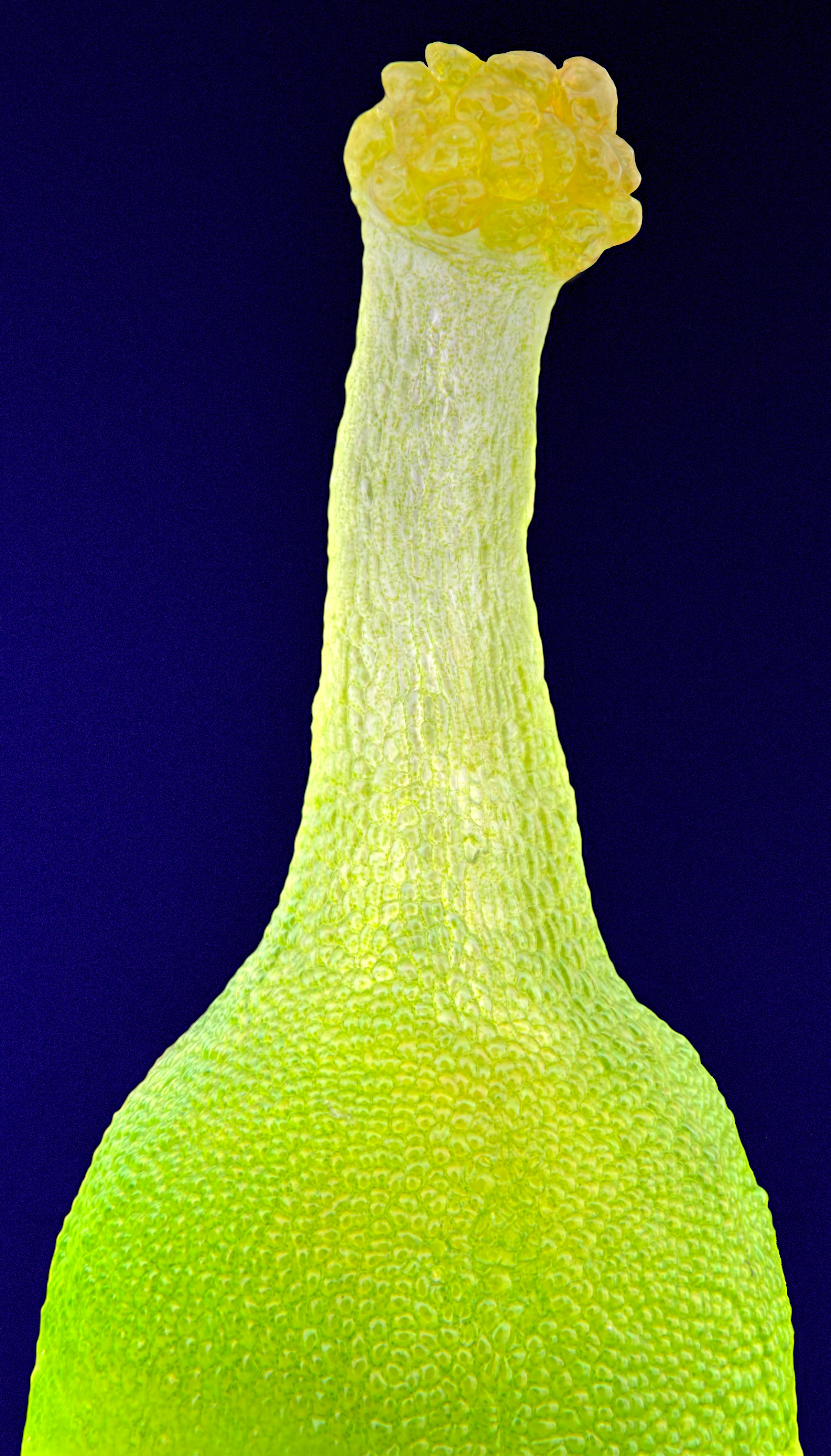
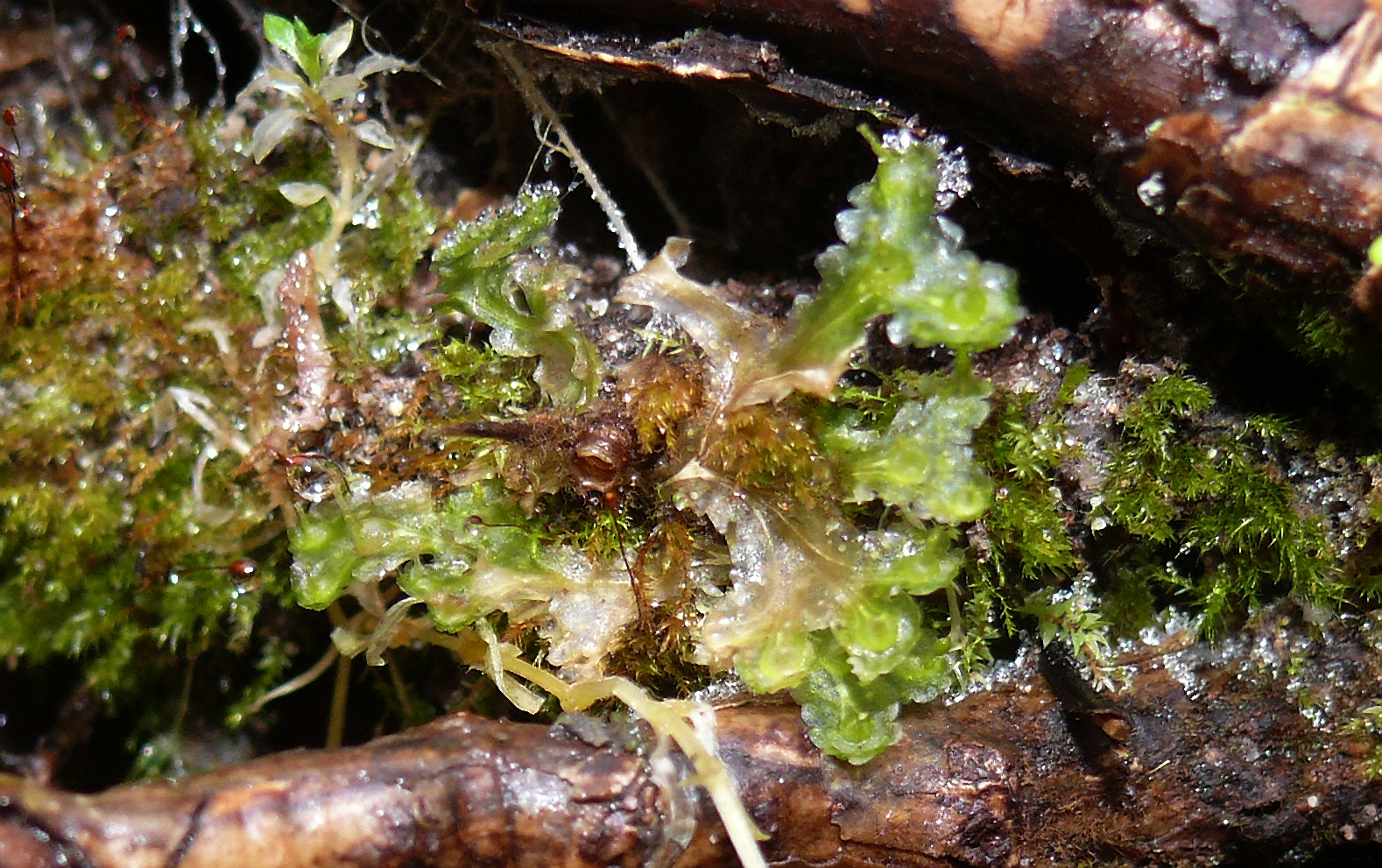
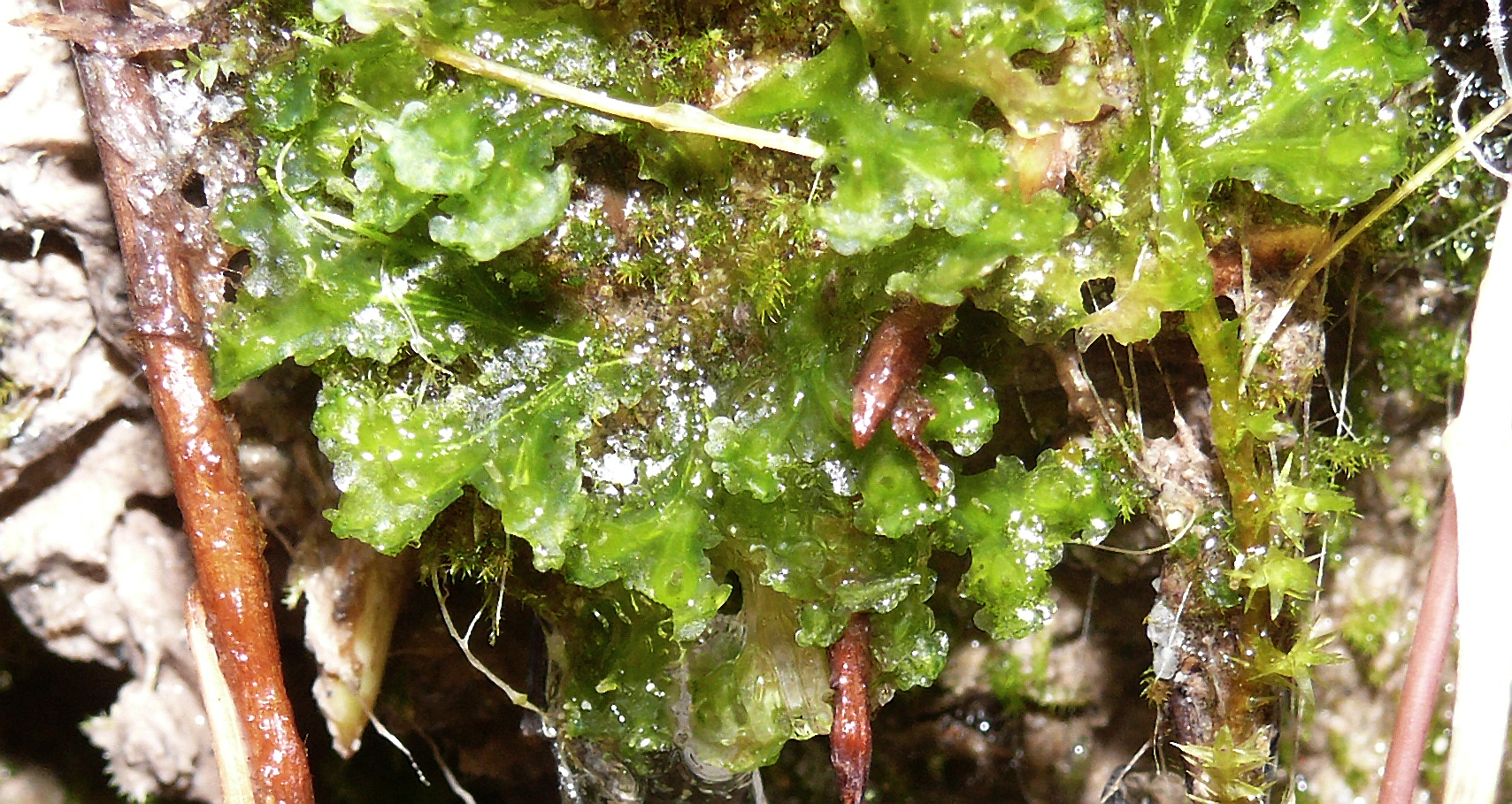
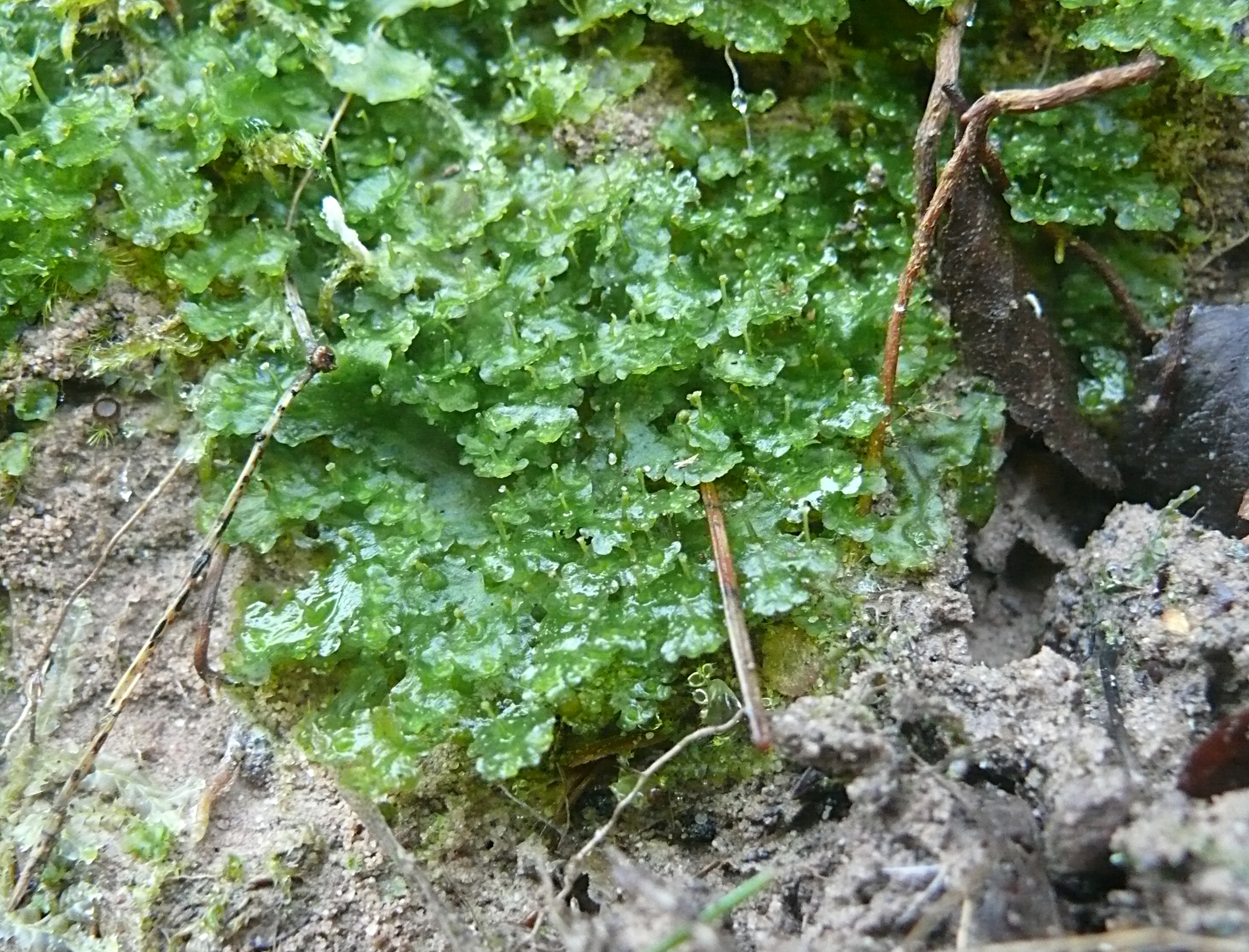
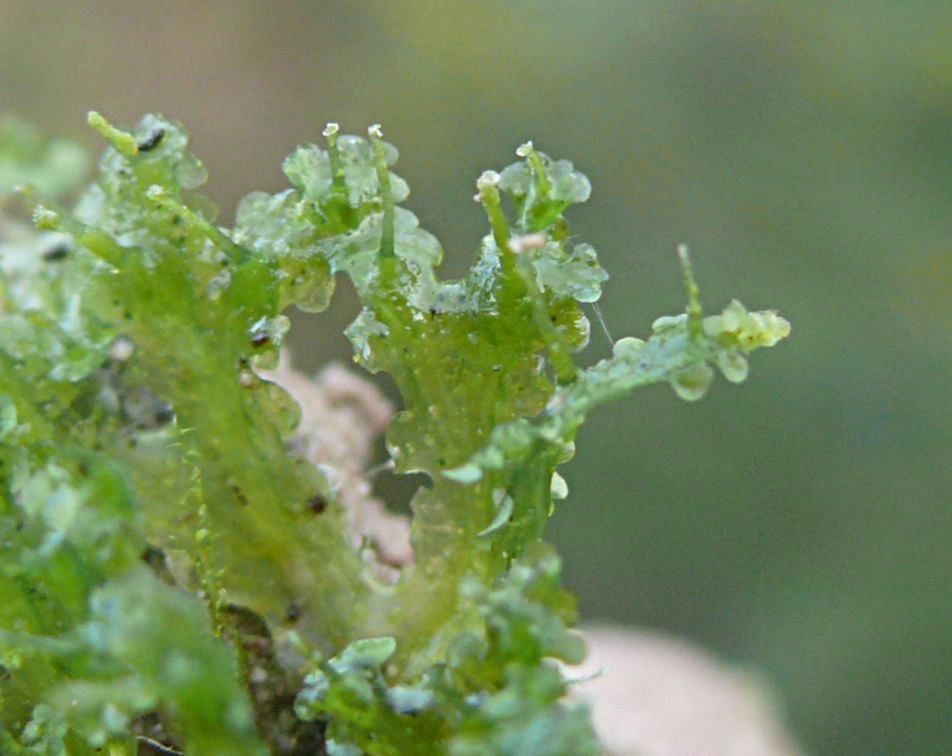
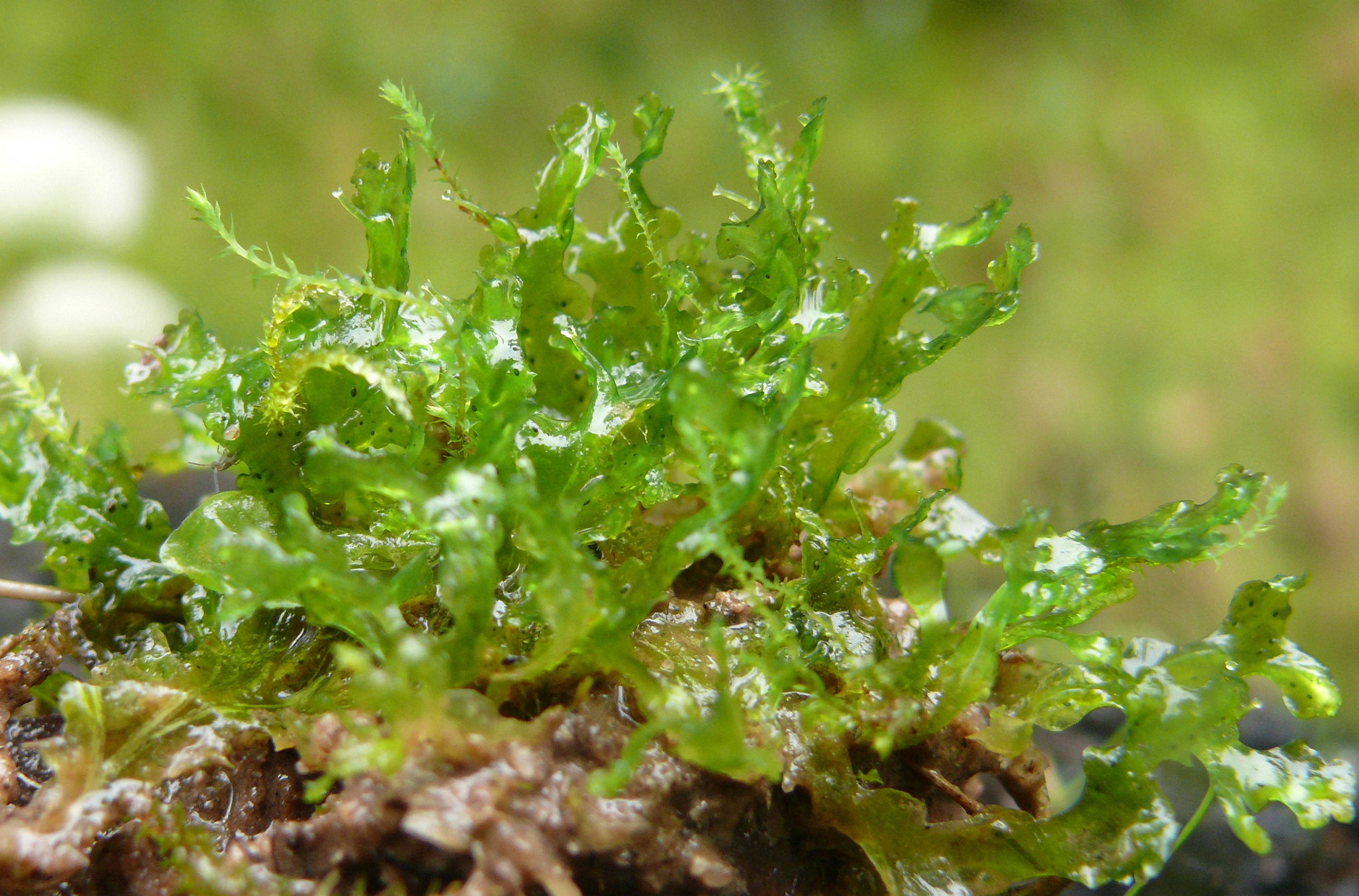